# Isoneuromyia jata
Isoneuromyia jata är en tvåvingeart som beskrevs av Neal L. Evenhuis 2006. Isoneuromyia jata ingår i släktet Isoneuromyia och familjen platthornsmyggor. Inga underarter finns listade i Catalogue of Life.